# HMS Eagle (1918)
HMS Eagle (Его Величества Корабль «Игл») — британский авианосец, 14-й корабль, носивший это имя в составе ВМФ Великобритании. Изначально строился как дредноут «Альмиранте Кохрейн» для Чили в ответ на планы расширения бразильского и аргентинского флотов. В связи с началом Первой мировой войны корабль был приобретён Британским Адмиралтейством и перестроен к окончанию войны в авианосец. Однотипный «Альмиранте Латорре» вошёл в состав КВМФВ как Корабль Его Величества «Канада».

## История
Заложен как дредноут «Almirante Cohrane» для ВМС Чили. С началом Первой мировой войны реквизирован британским правительством, в конце 1917 года принято решение достроить как авианосец. Проект авианосца имел полноразмерную полетную палубу . Его наиболее отличительными особенностями были два острова, разделенные полетной палубой. Каждый остров должен был быть 110 футов (33,5 м) в длину, содержать две трубы и треножную мачту. Они были расположены в шахматном порядке, чтобы вражескому кораблю было сложнее оценить курс корабля, и должны были быть соединены друг с другом тяжелыми распорками. Мост должен был быть установлен поверх этих распорок, что оставляло чистую высоту 20 футов (6,1 м) для самолетов на полетной палубе. Между островами должно было быть пространство шириной 68 футов (20,7 м), где самолеты должны были собираться перед взлетом.
На основе испытаний с HMS Furious, в ходе которых пилоты, как правило, поворачивали влево после прерванной посадки, в апреле 1918 года конструкция была пересмотрена. Остров правого борта был удлинен до 130 футов (39,6 м), а его ширина была уменьшена до 15 футов (4,6 м), чтобы минимизировать турбулентность воздуха, левый остров убран. Планировалось сдать флоту в 1919, однако строительство затянулось до февраля 1924 г. из-за значительных изменений в проекте (переход на нефтяное отопление, установка противоторпедных булей, изменение состава вооружения: число 152-мм орудий уменьшили с 12 до 9, удлинение «острова» для придания ему лучших аэродинамических свойств). Ангар «Eagle» имел длину 122 м, на полётную палубу самолёты подавались двумя лифтами грузоподъёмностью по 6,4 т. Катапульты не было. Авианосец мог нести 21 самолёт. Его островная надстройка находилась справа и имела обтекаемые очертания. В ней интегрированы мостик, труба и мачта. Такое расположение острова было выбрано потому, что винты «Игла» при вращении стремились увести корабль влево. «Игл» имел двухуровневый ангар. Первое время на палубе стояла «продольная» система посадки, впоследствии снятая. В 1927 г. добавлено 102-мм орудие, в 1929 г. — 2 одноствольных 40-мм автомата «Пом-пом» (вскоре заменённые на 12,7-мм пулемёты). В 1932 г. одна из 102-мм пушек заменена на восьмиствольный «пом-пом»; второй такой же добавлен в 1937 году.
Потоплен при выполнении сопровождения конвоя на Мальту 11 августа 1942 года немецкой подводной лодкой U-73. Авианосец затонул после попадания четырёх торпед в 65 милях южнее острова Мальорка в точке с координатами 38°05′ с. ш. 03°02′ в. д.. Погибли 2 офицера и 261 матрос.
Лишённый воздушного прикрытия конвой был разгромлен, кроме авианосца потоплены 9 торговых судов, 2 лёгких крейсера и эсминец, уцелело лишь 5 транспортов. Но тем не менее транспорта, прибывшие на Мальту, доставили 32 000 тонн груза и 15 000 тонн топлива — достаточно, чтобы обеспечить Мальту (за исключением авиационного топлива) до декабря 1942 года.